# Orzeczenie zwrotu korzyści majątkowej
Orzeczenie zwrotu korzyści majątkowej – jedna z form akcji cywilnej, sui generis postępowanie odszkodowawcze z urzędu, toczące się na wniosek prokuratora.
To postępowanie toczy się przeciw osobie trzeciej (quasi-pozwanemu cywilnie), a nie przeciw oskarżonemu.